# Неутрал
У математици, неутрал (или неутрални елемент) је посебна врста елемента неког скупа у односу на бинарну операцију на том скупу. Неутрал се одликује тиме што друге елементе скупа оставља непромењеним када се са њима комбинује у тој операцији. Неутрали се користе у групама и повезаним концептима.
Нека је (S,*) скуп S са бинарном операцијом * дефинисаном на себи. Тада се елемент e скупа S назива леви неутрал ако  за свако a из S, а десни неутрал ако  за свако a из S. Ако је e уједно и леви и десни неутрал, онда се назива двостраним неутралом, или просто неутралом.
Неутрал у односу на сабирање се назива адитивним неутралом (често се означава са 0) а неутрал у односу на множење се назива мултипликативни инверз (често се означава са 1). Ова разлика се обично користи за скупове који имају обе ове бинарне операције, као што су прстени.

## Примери
| скуп                               | операција                | неутрал                                                          |
| ---------------------------------- | ------------------------ | ---------------------------------------------------------------- |
| реални бројеви                     | + (сабирање)             | 0                                                                |
| реални бројеви                     | • (множење)              | 1                                                                |
| реални бројеви                     | (степеновање)            | 1 (само десни неутрал)                                           |
| m-са-n матрица                       | + (сабирање)             | нула матрица                                                     |
| n-са-n квадратне матрице             | • (множење)              | јединична матрица                                                |
| све функције из скупа у самог себе | ∘ (композиција функција) | идентитета                                                       |
| све функције из скупа у самог себе | * (конволуција)          | δ (Диракова делта)                                               |
| ниске карактера, листе             | конкатенација            | празна ниска, празна листа                                       |
| проширени реални бројеви           | минимум/инфинум          | +∞                                                               |
| проширени реални бројеви           | максимум/супремум        | -∞                                                               |
| подскупови скупа M                  | ∩ (пресек)               |                                                                  |
| скупови                            | ∪ (унија)                | { } (празан скуп)                                                |
| Булова логика                      | ∧ (логичко и)            | ⊤ (тачно)                                                        |
| Булова логика                      | ∨ (логичко или)          | ⊥ (нетачно)                                                      |
| само два елемента {}               | * дефинисана као         | и и су леви неутрали, али не постоји десни или двострани неутрал |

Као што последњи пример показује, могуће је да {\displaystyle \left(S,\cdot \right)} има више левих неутрала. У ствари, сваки елемент може бити леви неутрал. Слично, може бити више десних неутрала. Међутим, ако постоји и лесни неутрал и леви неутрал, онда су једнаки и постоји само један двострани неутрал. Да би се ово видело, уочимо да ако је {\displaystyle l} леви неутрал, а {\displaystyle r} десни, онда {\displaystyle l=l\cdot r=r}. Специјално, није могуће да постоји више од једног двостраног неутрала. Када би постојала два, {\displaystyle e} и f, онда {\displaystyle e\cdot f} би морало да буде једнако и {\displaystyle e} и {\displaystyle f}.